# Bruck an der Leitha
Bruck an der Leitha (ungerska: Lajtabruck) är en stadskommun i förbundslandet Niederösterreich i Österrike. Kommunen har 8 546 invånare (2024). Bruck an der Leitha är huvudort i distriktet med samma namn.
Staden Bruck an der Leitha ligger på norra sidan av flodens Leitha gamla sträckning, Leithakanal, med orten Bruckneudorf i Burgenland på andra sidan. Järnvägsstationen Bruck an der Leitha ligger i Bruckneudorf.
Kommunen består av två orter (Ortschaften) (inom parentes invånarantal 1 januari 2024):
- Bruck an der Leitha (7 387)
- Wilfleinsdorf (1 159)